# Jems Robert Koko Bi
Jems Robert Koko Bi (Sinfra, 1966) è un artista ivoriano.
Artista di fama internazionale, la sua carriera artistica è coronata da numerosi premi, tra cui il Premio Giovani Talenti della Biennale di Dakar 2000. Il suo nome è stato inserito nel volume Arti Africane del ventesimo secolo.

## Biografia
Laureatosi nel 1994 presso l'Institut National Supérieur des Arts and Cultural Action (INSAAC) ad Abidjan, l'artista vive in Africa fino al 1997, quando la vincita di una borsa di studio lo porta ad iscriversi presso l'Accademia di Belle Arti di Düsseldorf, dove nel 2000 consegue un master con il professor Klaus Rinke.
Attualmente vive e lavora a Essen, in Germania.

## Filosofia di lavoro
Il lavoro di Koko Bi è frutto di una ricerca interiore che lo porta a rappresentare ciò che è importante per lui.
Le tematiche da lui trattate riguardano la guerra e le conseguenze del colonialismo, ma l'artista non intende cercare risoluzioni per rinnovare il mondo, e la sua è piuttosto un'indagine intimistica sui propri valori. Tutto il suo lavoro è informato dal dualismo della propria vita, trascorsa tra l'Europa e l'Africa, la cui cultura condiziona fortemente i temi da lui affrontati.

## Opere
Koko Bi è principalmente uno scultore del legno. L'artista utilizza la tecnica tradizionale della scultura, senza aggiungere alcuna saldatura ne alcun altro materiale alle sue opere. Nonostante la semplicità tecnica, i suoi lavori sono una mirabile espressione di potenza e maestà.

## Mostre collettive
2011
- Black World Festival, Dakar, Senegal
- ”Let´s get over it“ Kunstraum Notkirche Essen, Germany
- Bas les Masques, Guyancourt, France

2010
- “Amis des Arts” Bicici, Abidjan, Ivory Coast
- Musée de Bozar, Brussel Belgium
- “Essen Kulturhauptstadt Europa 2010“, Marktkirch, Essen, Germany

2009
- Nomad Gallery, Brussels, Belgium
- ”Seven artists, one continent”, Ed Cross fine art, London, UK

2008
- Düsseldorfer Große Kunstausstellung, Museum Kunst Palast, Düsseldorf, Germany
- The Toronto International Art Fair, Toronto, Canada
- 8th Dakar Biennale Senegal (catalogue)
- "Travesia", Centro Atlantico de Arte Moderno, Las Palmas, Gran Canaria, Spain
- "L'homme est un Mystère", Musée de la Briqueterie, Langueux, Bretagne, France
- "Premier choix", Musée de la Rotonde des Arts Contemporains Abidjan, Côte d´Ivoire

2007
- CAFKA 07, Biennale Kitchener "Haptic", Contemporary Art Forum, Canada

2006
- Dak'Art, Dakar Biennale, Sénégal (catalogue)
- Biennale Waldkunst Pfad Darmstadt, Germany (catalogue)
- "EUROPE-AFRICA", Brussels, Belgium (catalogue)
- Chateau des Templiers, Greoux Les Bains, France
- Biennale of Graphics, Versailles, France (catalogue)

2005
- "Outdoor Sculpture", Cologne, Germany
- "Kunst am Baum" im Städtischen Museum Gelsenkirchen, Germany
- "Zaunwelten", Museum für Kommunikation, Berlin, Germany

2004
- "Sculpteur d'ailleurs", International symposium & exhibition, Abbaye de Bon Repos, Saint- Gelves, France
- "L'homme est un Mystere", Musée de l´espace Francois Mitterrand, Gingamp, France
- "Sculpture Sculpture", International Sculptors Symposium, Joucas-en-Provence, France 2004

2003
- "XARALA", Art sans frontière Abbatial Palais, Saint-Hubert, Belgium
- "L'Europe fantôme", Espace Vertebra, Brussels, Belgium
- "Blick nach Afrika" (Heilbronn) Künstlerbund Heilbronn, Germany
- "Carrefour", GEA, Bochum, Germany
- Wifredo Lam Contemporary Art Center, Havana Biennial, Cuba
- Düsseldorfer große Kunst Ausstellung, Museum Kunst, Düsseldorf, Germany (catalogue)

2002
- Dak'Art 2002, Dakar Biennale, Sénégal
- "ASSIMILATION", Atelier vor Ort Anne Berlit, Gallery ATISS, Dak 'Art Biennale and the Dakar
- Ministry of Culture, Dakar, Sénégal
- Musée de Dakar, Sénégal
- "Art Flows", Rhein-Moscow, Russia
- "Bau-Kunst", Essen erlebt Architektur
- "Weg zur Kunst", Eschweiler
- Gallery of European Sculpture Vicht Aachen
- Düsseldorfer große Kunstausstellung NRW Museum Kunst Palast, Düsseldorf, Germany

2001
- Städtische Galerie Kaarst, Germany
- "Paradis obscur", Forum Bildender Künstler, Essen, Germany
- "Künstler gegen Gewalt und Ausgrenzung", Landtag Düsseldorf, Germany
- Bau-Kunst, Essen erlebt Architektur, Modelausstellung.
- "Die andere Seit der Kette", Atelier Projekt Kettenschmiedemuseum, Fröndenberg, Germany

2000
- Member trade association in the visual artist (WBK)
- Forum 2000, Essen, Germany
- Dak´Art 2000, Dakar Biennale, Sénégal

1999
- "Traumfabrik", Galerie Sparkasse Mülheim an der Ruhr, Germany
- Galerie europäischer Kunsthof Vicht, Stolberg, Germany
- Kunstspur, Atelier, Altendorferstrasse107 Essen, Germany

1998
- Städtische Museen, Heilbronn, Germany
- Iwalawa House, University of Bayreuth, Germany

1997
- ARTEFACT 97, Abidjan, Cote d'Ivoire

1996
- EWOLE 96, Centre Culturel Français, Lomé, Togo
- ARTEFACT 96, Abidjan, Cote d'Ivoire

1995
- Klaus Simon workshop, Abidjan, Cote d'Ivoire
- "Artists Against AIDS", Center Culturel Français, Abidjan, Cote d'Ivoire
- Musée d'Art Contemporain Cocody, Abidjan
- Wilhelm Lehmbruck Museum, Duisburg, Germany
- Goethe Institut, Abidjan, Cote d'Ivoire
- Municipal Museum, Heilbronn, Germany
- House of World Cultures, Berlin, Germany
- Castle Museum, Gotha, Germany

1994
- Künstler gegen Gewalt und Ausgrenzung, Landtag Düsseldorf, Germany
- Bau-Kunst, Essen erlebt Architektur, Modelausstellung, Germany
- "Die andere Seit der Kette" Atelier Projekt Kettenschmiedemuseum, Fröndenberg, Germany

## Performance
- «Schmerz der Freiheit» Marktkirche Essen, Germany (2010)
- "Dédouanement" Musée de la Rotonde des Arts Contemporains, Abidjan, Côte d´Ivoire (2008)
- "Menschen Erde" Waldkunst Pfad, Darmstadt, Germany (2006)
- "Mea culpa", Joucas en Provence, France (2004)
- "Chemin de l´épreuve", Havana Biennale, Cuba (2003)
- "Galère" Dakar Biennale Dakar (2002)
- "Camouflage, The Center of Contemporary Art of Southern, East and West Africa, Belgium (2002)
- "Return of the children of Gorée", Gorée, Dakar, Sénégal (2001)
- "On change de terre", Düsseldorf Art Academy, Germany (2001)
- "Zwei Spuren, ein Weg", Anne Berlit - Koko Bi, Alte Synagoge, Essen, Germany (2001)
- "Die andere Seite der Kette", Kettenschmiedemuseum, Fröndenberg, Germany (2001)

## Premi e riconoscimenti
- Francophone Prize, Biennale di Dakar (2008)
- Award of the Evangelical Church of Food (2008)
- Registrato nell'Anthology of African art of the 20 century (2002)
- Progetto di sovvenzione Ifa (2002)
- Progetto di sovvenzione Fondazione Arte e Cultura della regione Nord Reno di Westfalia (2001)
- Düsseldorf Art Association Award (2000)
- The Biennale di Dakar Prize (2000)